# Draft 2024 de la NBA
2023 2025
La draft 2024 de la NBA est la 78e draft annuelle de la National Basketball Association (NBA), se déroulant en amont de la saison 2024-2025. Le premier tour se déroule le 26 juin 2024 au Barclays Center de Brooklyn, et le second tour le 27 juin 2024 au studio ESPN de South Street Seaport à Manhattan.
La draft de la NBA est un événement annuel où les joueurs des universités ayant au moins 18 ans le jour de la draft et ayant quitté le lycée depuis au minimum 1 an sont choisis pour jouer dans une équipe professionnelle de la National Basketball Association (NBA). Les joueurs étrangers de plus de 18 ans sont, eux aussi, éligibles.
La loterie annuelle a lieu le 12 mai et la Draft Combine se déroule du 12 au 19 mai à Chicago. La loterie pour désigner la franchise qui choisit en première un joueur, consiste en une loterie pondérée : parmi les équipes non qualifiées en playoffs, les chances de remporter le premier choix sont de 14 % pour les trois plus mauvaises équipes, et de 0,5 % pour la « moins mauvaise », où chaque équipe se voit confier aléatoirement 140 à 5 combinaisons différentes.
Pour la troisième année de suite, la draft ne comporte que de 58 choix (contre 60 d'ordinaire), à la suite de la perte des choix de second tour pour les 76ers de Philadelphie et les Suns de Phoenix, pour ne pas avoir respecté des règles pendant la période de recrutement des agents libre,.

## Règles d'éligibilité
La draft est menée en vertu des règles d'admissibilité établies dans la nouvelle convention collective de 2011, désignée sous le terme de Collective Bargaining Agreement ou CBA. Cette convention est signée entre la ligue et le syndicat des joueurs. Le CBA qui a mis fin au lock-out de 2011 n'a institué aucun changement immédiat à la draft, mais a appelé à un comité de propriétaires et de joueurs pour discuter des changements à venir. À partir de 2012, les règles d'admissibilité de base pour la draft sont listées ci-dessous :
- Tous les joueurs repêchés (draftés) doivent avoir au moins 19 ans au cours de l'année civile de la draft. En termes de dates, les joueurs admissibles doivent être nés avant le 31 décembre 2005[4].
- Tout joueur qui n'est pas un « joueur international », tel que défini par le CBA, doit être retiré au moins un an de sa classe de lycée[4]. Le CBA définit les « joueurs internationaux » comme des joueurs qui ont résidé de manière permanente en dehors des États-Unis pendant trois ans avant la draft, qui n'ont pas terminé l'école secondaire aux États-Unis, et n'ont jamais été inscrits dans un collège ou une université américaine[4].

L'exigence de base pour l'admissibilité automatique pour un joueur américain est l'achèvement de son admissibilité universitaire. Les joueurs qui répondent à la définition du CBA des « joueurs internationaux » sont automatiquement admissibles si leur 22e anniversaire tombe pendant l'année civile de la draft (c'est-à-dire nés avant le 31 décembre 2000). Les joueurs américains qui ont arrêté au moins un an leurs études secondaires et qui ont joué au basket-ball dans les ligues mineures avec une équipe en dehors de la NBA sont également automatiquement admissibles.
Un joueur qui n'est pas automatiquement admissible doit déclarer son éligibilité pour la draft en informant les bureaux NBA par écrit au plus tard 60 jours avant la draft. Selon les règles de la NCAA, les joueurs ont seulement jusqu'en avril pour se retirer de la draft et de maintenir leur admissibilité universitaire.
Un joueur qui a embauché un agent perd son admissibilité pour les années universitaires restantes. En outre, le CBA permet à un joueur de se retirer de la draft à deux reprises.

## Candidats

### Joueurs universitaires
| Légende du statut d'un joueur universitaire - Freshman : 1re année - Sophomore : 2e année - Junior : 3e année - Senior : 4e année | Lexique des postes - G : meneur - arrière - F : ailier - ailier fort - C : pivot |

#### Underclassemen: joueurs qui n’ont pas l’âge pour être automatiquement éligibles
- Trey Alexander – G, Creighton (junior)
- Mark Armstrong – G, Villanova (sophomore)
- Adem Bona – C, UCLA (sophomore)
- Carlton Carrington – G, Pittsburgh (freshman)
- Devin Carter – G, Providence (junior)
- Stephon Castle – G, UConn (freshman)
- Cam Christie – G, Minnesota (freshman)
- Donovan Clingan – C, UConn (sophomore)
- Isaiah Collier – G, USC (freshman)
- Mohamed Diarra (en) – F, North Carolina State (junior)
- Rob Dillingham – G, Kentucky (freshman)
- Ryan Dunn – F, Virginie (sophomore)
- Justin Edwards – F, Kentucky (freshman)
- Kyle Filipowski – C, Duke (sophomore)
- Johnny Furphy – F, Kansas (freshman)
- Kyshawn George – G, Miami (freshman)
- DaRon Holmes II – F, Dayton (junior)
- Harrison Ingram – F, North Carolina (junior)
- Bronny James – G, USC (freshman)
- Jared McCain – G, Duke (freshman)
- Judah Mintz – G, Syracuse (sophomore)
- Yves Missi – F, Baylor (freshman)
- Ajay Mitchell – G, UC Santa Barbara (junior)
- Carlos Nichols – G, Southern Crescent Technical (en) (freshman)
- Reed Sheppard – G, Kentucky (freshman)
- KJ Simpson – G, Colorado (junior)
- Jaylon Tyson – G, California (junior)
- Ja'Kobe Walter – G, Baylor (freshman)
- Kel'el Ware – C, Indiana (sophomore)
- Deshawndre Washington – G, New Mexico State (junior)
- Jaylen Wells – F, Washington State (junior)
- Cody Williams – F, Colorado (freshman)
- JZ Zaher – G, Bowling Green (sophomore)

#### Joueurs qui ont atteint leurs quatre années universitaires
Voici une liste non exhaustive des joueurs ayant eu le statut senior lors de la dernière saison universitaire et étant les plus susceptibles d'être sélectionnés par une franchise NBA.
- Reece Beekman – G, Virginia
- Jesse Bingham II – G, Indianapolis
- Jack Brestel – F, Roanoke
- Jalen Bridges – F, Baylor
- Jalen Cook – G, LSU
- Isaiah Crawford – F, Louisiana Tech
- / Tristan da Silva – F, Colorado
- Zach Edey – C, Purdue
- Boogie Ellis – G, USC
- Enrique Freeman – F, Akron
- Eric Gaines – G, UAB
- PJ Hall – C, Clemson
- Terrence Hargrove Jr. – F, Saint Louis
- Blake Hinson – F, Pittsburgh
- Oso Ighodaro – F, Marquette
- David Jones – F, Memphis
- Keshad Johnson – F, Arizona
- Dillon Jones – F, Weber State
- Dalton Knecht – G, Tennessee
- Tyler Kolek – G, Marquette
- Pelle Larsson – G, Arizona
- Chris Ledlum – F, St. John's
- Kevin McCullar Jr. – F, Kansas
- Jonathan Mogbo – F, San Francisco
- Tiras Morton – G/F, Lubbock Christian (en)
- Tristen Newton – G, Connecticut
- Tylor Perry – G, Kansas State
- Antonio Reeves – G/F, Kentucky
- Baylor Scheierman – G/F, Creighton
- Terrence Shannon Jr. – G/F, Illinois
- Jamal Shead – G, Houston
- Cam Spencer – G, Connecticut
- Jason Spurgin – C, Bowling Green
- Jaykwon Walton – G, Tigers de Memphis

### Autres
- / Matas Buzelis – F, NBA G League Ignite (NBA G League)
- Trentyn Flowers - F, Adelaide 36ers (Australie)
- Ron Holland – F, NBA G League Ignite (NBA G League)
- AJ Johnson - G, Illawarra Hawks (Australie)
- Jalen Lewis - F, Overtime Elite (en)
- Babacar Sané – F, NBA G League Ignite (NBA G League)
- Tyler Smith – F, NBA G League Ignite
- Bobi Klintman – F, Cairns Taipans (Australie)
- Bryson Warren – G, Skyforce de Sioux Falls (NBA G League)

### Joueurs internationaux
La citoyenneté n'est pas un critère pour déterminer si un joueur est « international » sous le CBA. Pour qu'un joueur soit « international » sous le CBA, il doit répondre à tous les critères suivants :
- résident à l'extérieur des États-Unis depuis au moins trois ans au moment de la draft ;
- n'a pas terminé son cursus universitaire ;
- n'a jamais été inscrit dans une université américaine.

Les joueurs qui remplissent le critère de « joueur international » sont automatiquement éligibles s'ils répondent à n'importe quel critère suivant :
- Ils ont/auront 22 ans durant l'année civile de la draft. Ainsi, pour cette draft, les joueurs nés entre le 1er janvier et le 31 décembre 2002 sont automatiquement éligibles comme le Français Matthew Strazel.
- Ils ont signé un contrat avec une équipe professionnelle dans le monde, hors NBA, et ont joué sous ce contrat.

- Melvin Ajinça – F, Saint-Quentin (France)
- Ulrich Chomche – C, APR (en) (Rwanda)
- Yongxi Cui – F, Guangzhou Loong Lions (Chine)
- Pacôme Dadiet – G/F, Ratiopharm Ulm (Allemagne)
- Lucas Dufeal – F, Vichy-Clermont (Pro B, France)
- Nikola Đurišić – F, Mega MIS (Serbie)
- Quinn Ellis (it) – G, Aquila Basket Trente (Italie)
- Gustav Knudsen (de) – G/F, Bakken Bears (Danemark)
- Juan Núñez – G, Ratiopharm Ulm (Allemagne)
- Zaccharie Risacher – F, Jeunesse laïque de Bourg-en-Bresse (France)
- Tidjane Salaün – F, Cholet Basket (France)
- Alexandre Sarr – C, Perth Wildcats (Australie)
- Nikola Topić – G, Étoile rouge de Belgrade (Serbie)
- Armel Traoré – F, ADA Blois (France)
- Cezar Unitu – G, CSM Constanța (en) (Roumanie)

## Loterie de la draft
Les 14 premiers choix de la draft appartiennent aux équipes qui n'ont pas été qualifiés pour les playoffs NBA 2024, aussi appelés séries éliminatoires par les francophones d'Amérique du Nord. L'ordre a été déterminé par un tirage au sort. La loterie (lottery) détermine les quatre équipes qui obtiennent les quatre premiers choix de la draft (et leur ordre de choix). Les choix de premier tour restant et les choix du deuxième tour sont affectés aux équipes dans l'ordre inverse de leur bilan victoires-défaites lors de la saison 2023-2024. La loterie de la draft se déroulera le 12 mai 2024.
| ^ | Signale le résultat de la loterie |

| Équipe                    | Bilan 2023-2024 | Place après la loterie | Chances d'avoir la loterie | Choix  | Choix  | Choix  | Choix  | Choix  | Choix  | Choix  | Choix  | Choix  | Choix  | Choix  | Choix  | Choix  | Choix  |
| Équipe                    | Bilan 2023-2024 | Place après la loterie | Chances d'avoir la loterie | 1er    | 2e     | 3e     | 4e     | 5e     | 6e     | 7e     | 8e     | 9e     | 10e    | 11e    | 12e    | 13e    | 14e    |
| ------------------------- | --------------- | ---------------------- | -------------------------- | ------ | ------ | ------ | ------ | ------ | ------ | ------ | ------ | ------ | ------ | ------ | ------ | ------ | ------ |
| Pistons de Détroit        | 14-68           | 5e                     | 140                        | 14,0 % | 13,4 % | 12,7 % | 12,0 % | 47,9 % | –      | –      | –      | –      | –      | –      | –      | –      | –      |
| Wizards de Washington     | 15-67           | 2e                     | 140                        | 14,0 % | 13,4 % | 12,7 % | 12,0 % | 27,8 % | 20,0 % | –      | –      | –      | –      | –      | –      | –      | –      |
| Hornets de Charlotte      | 21-61           | 6e                     | 133                        | 13,3 % | 12,9 % | 12,4 % | 11,7 % | 15,3 % | 27,1 % | 7,4 %  | –      | –      | –      | –      | –      | –      | –      |
| Trail Blazers de Portland | 21-61           | 7e                     | 132                        | 13,2 % | 12,8 % | 12,3 % | 11,7 % | 6,8 %  | 24,6 % | 16,4 % | 2,2 %  | –      | –      | –      | –      | –      | –      |
| Spurs de San Antonio      | 22-60           | 4e                     | 105                        | 10,5 % | 10,5 % | 10,6 % | 10,5 % | 2,2 %  | 19,6 % | 26,7 % | 8,7 %  | 0,6 %  | –      | –      | –      | –      | –      |
| Raptors de Toronto        | 25-57           | 8e                     | 90                         | 9,0 %  | 9,2 %  | 9,4 %  | 9,6 %  | –      | 8,6 %  | 29,8 % | 20,5 % | 3,7 %  | 0,1 %  | –      | –      | –      | –      |
| Grizzlies de Memphis      | 27-55           | 9e                     | 75                         | 7,5 %  | 7,8 %  | 8,1 %  | 8,5 %  | –      | –      | 19,7 % | 34,1 % | 12,9 % | 1,3 %  | <0,1 % | –      | –      | –      |
| Jazz de l'Utah            | 31-51           | 10e                    | 60                         | 6,0 %  | 6,3 %  | 6,7 %  | 7,2 %  | –      | –      | –      | 34,5 % | 32,1 % | 6,7 %  | 0,4 %  | <0,1 % | –      | –      |
| Nets de Brooklyn          | 32-50           | 3e                     | 45                         | 4,5 %  | 4,8 %  | 5,2 %  | 5,7 %  | –      | –      | –      | –      | 50,7 % | 25,9 % | 3,0 %  | 0,1 %  | <0,1 % | –      |
| Hawks d'Atlanta           | 36-46           | 1er                    | 30                         | 3,0 %  | 3,3 %  | 3,6 %  | 4,0 %  | –      | –      | –      | –      | –      | 65,9 % | 19,0 % | 1,2 %  | <0,1 % | <0,1 % |
| Bulls de Chicago          | 39-43           | 11e                    | 20                         | 2,0 %  | 2,2 %  | 2,4 %  | 2,8 %  | –      | –      | –      | –      | –      | –      | 77,6 % | 12,6 % | 0,4 %  | <0,1 % |
| Rockets de Houston        | 41-41           | 12e                    | 15                         | 1,5 %  | 1,7 %  | 1,9 %  | 2,1 %  | –      | –      | –      | –      | –      | –      | –      | 86,1 % | 6,7 %  | 0,1 %  |
| Kings de Sacramento       | 46-36           | 13e                    | 8                          | 0,8 %  | 0,9 %  | 1,0 %  | 1,1 %  | –      | –      | –      | –      | –      | –      | –      | –      | 92,9 % | 3,3 %  |
| Warriors de Golden State  | 46-36           | 14e                    | 7                          | 0,7 %  | 0,8 %  | 0,9 %  | 1,0 %  | –      | –      | –      | –      | –      | –      | –      | –      | –      | 96,6 % |

## Draft

### Légende
| ^ | Signale un joueur qui a été intronisé au Basketball Hall of Fame                                                                |
| * | Signale un joueur qui a été sélectionné pour au moins un match annuel NBA All-Star Game et une récompense annuelle All-NBA Team |
| + | Signale un joueur qui a été sélectionné pour au moins un match annuel NBA All-Star Game                                         |
| x | Signale un joueur qui a été sélectionné pour au moins une récompense annuelle All-NBA Team                                      |
| R | Signale le joueur qui a remporté le titre de NBA Rookie of the Year                                                             |

### Premier tour
| Choix | Nom                  | Position | Nationalité         | Équipe | Provenance                        |
| ----- | -------------------- | -------- | ------------------- | --- | --------------------------------- |
| 1     | Zaccharie Risacher   | F        | France              | Hawks d'Atlanta                                                                                                  | JL Bourg (France)                 |
| 2     | Alexandre Sarr       | F/C      | France              | Wizards de Washington                                                                                            | Perth Wildcats (Australie)        |
| 3     | Reed Sheppard        | G        | États-Unis          | Rockets de Houston (de Brooklyn)                                                                                 | Wildcats du Kentucky              |
| 4     | Stephon Castle R     | G        | États-Unis          | Spurs de San Antonio                                                                                             | Huskies du Connecticut            |
| 5     | Ron Holland          | F        | États-Unis          | Pistons de Détroit                                                                                               | NBA G League Ignite (G League)    |
| 6     | Tidjane Salaün       | F        | France              | Hornets de Charlotte                                                                                             | Cholet Basket (France)            |
| 7     | Donovan Clingan      | C        | États-Unis          | Trail Blazers de Portland                                                                                        | Huskies du Connecticut            |
| 8     | Rob Dillingham       | G        | États-Unis          | Spurs de San Antonio (de Toronto ; transféré à Minnesota)                                                        | Wildcats du Kentucky              |
| 9     | Zach Edey            | C        | Canada              | Grizzlies de Memphis                                                                                             | Boilermakers de Purdue            |
| 10    | Cody Williams        | F        | États-Unis          | Jazz de l'Utah                                                                                                   | Buffaloes du Colorado             |
| 11    | Matas Buzelis        | F        | États-Unis Lituanie | Bulls de Chicago                                                                                                 | NBA G League Ignite (G League)    |
| 12    | Nikola Topić         | G        | Serbie              | Thunder d'Oklahoma City (de Houston)                                                                             | Étoile rouge de Belgrade (Serbie) |
| 13    | Devin Carter         | G        | États-Unis          | Kings de Sacramento                                                                                              | Friars de Providence              |
| 14    | Carlton Carrington   | G        | États-Unis          | Trail Blazers de Portland (de Golden State ; transféré à Washington)                                             | Panthers de Pittsburgh            |
| 15    | Kel'el Ware          | C        | États-Unis          | Heat de Miami | Hoosiers de l'Indiana             |
| 16    | Jared McCain         | G        | États-Unis          | 76ers de Philadelphie                                                                                            | Blue Devils de Duke               |
| 17    | Dalton Knecht        | G/F      | États-Unis          | Lakers de Los Angeles                                                                                            | Volunteers du Tennessee           |
| 18    | Tristan da Silva     | F        | Allemagne Brésil    | Magic d'Orlando                                                                                                  | Buffaloes du Colorado             |
| 19    | Ja'Kobe Walter       | G        | États-Unis          | Raptors de Toronto (d'Indiana)                                                                                   | Bears de Baylor                   |
| 20    | Jaylon Tyson         | F        | États-Unis          | Cavaliers de Cleveland                                                                                           | Golden Bears de la Californie     |
| 21    | Yves Missi           | C        | Cameroun            | Pelicans de La Nouvelle-Orléans (de Milwaukee)                                                                   | Bears de Baylor                   |
| 22    | DaRon Holmes II      | F        | États-Unis          | Suns de Phoenix (transféré à Denver)                                                                             | Flyers de Dayton                  |
| 23    | AJ Johnson           | G        | États-Unis          | Bucks de Milwaukee (de La Nouvelle-Orléans)                                                                      | Illawarra Hawks (Australie)       |
| 24    | Kyshawn George       | G/F      | Suisse              | Knicks de New York (de Dallas ; transféré à Washington)                                                          | Hurricanes de Miami               |
| 25    | Pacôme Dadiet        | F        | France              | Knicks de New York                                                                                               | Ratiopharm Ulm (Allemagne)        |
| 26    | Dillon Jones         | F        | États-Unis          | Wizards de Washington (de L.A. Clippers via Dallas et Oklahoma City ; transféré à New York puis à Oklahoma City) | Wildcats de Weber State           |
| 27    | Terrence Shannon Jr. | G/F      | États-Unis          | Timberwolves du Minnesota                                                                                        | Fighting Illini de l'Illinois     |
| 28    | Ryan Dunn            | F        | États-Unis          | Nuggets de Denver (transféré à Phoenix)                                                                          | Cavaliers de la Virginie          |
| 29    | Isaiah Collier       | G        | États-Unis          | Jazz de l'Utah (d'Oklahoma City via Toronto et Indiana)                                                          | Trojans de l'USC                  |
| 30    | Baylor Scheierman    | G/F      | États-Unis          | Celtics de Boston                                                                                                | Bluejays de Creighton             |

### Deuxième tour
| Choix                                   | Nom                | Position | Nationalité     | Équipe | Provenance                         |
| --------------------------------------- | ------------------ | -------- | --------------- | --- | ---------------------------------- |
| 31                                      | Jonathan Mogbo     | F        | États-Unis      | Raptors de Toronto (de Détroit via New York et L.A. Clippers)                                                    | Dons de San Francisco              |
| 32                                      | Kyle Filipowski    | F/C      | États-Unis      | Jazz de l'Utah (de Washington via Détroit et Brooklyn)                                                           | Blue Devils de Duke                |
| 33                                      | Tyler Smith        | F        | États-Unis      | Bucks de Milwaukee (de Portland via Sacramento)                                                                  | NBA G League Ignite (G League)     |
| 34                                      | Tyler Kolek        | G        | États-Unis      | Trail Blazers de Portland (de Charlotte via Denver, Oklahoma City et La Nouvelle-Orléans ; transféré à New York) | Golden Eagles de Marquette         |
| 35                                      | Johnny Furphy      | G/F      | Australie       | Spurs de San Antonio (transféré à Indiana)                                                                       | Jayhawks du Kansas                 |
| 36                                      | Juan Núñez         | G        | Espagne         | Pacers de l'Indiana (de Toronto via Philadelphie, L.A. Clippers et Memphis ; transféré à San Antonio)            | Ratiopharm Ulm (Allemagne)         |
| 37                                      | Bobi Klintman      | F        | Suède           | Timberwolves du Minnesota (de Memphis via L.A. Lakers, Washington et Oklahoma City ; transféré à Détroit)        | Cairns Taipans (Australie)         |
| 38                                      | Ajay Mitchell      | G        | Belgique        | Knicks de New York (de Utah ; transféré à Oklahoma City)                                                         | Gauchos de l'UC Santa Barbara      |
| 39                                      | Jaylen Wells       | F        | États-Unis      | Grizzlies de Memphis (de Brooklyn via Houston)                                                                   | Cougars de Washington State        |
| 40                                      | Oso Ighodaro       | F/C      | États-Unis      | Trail Blazers de Portland (d'Atlanta ; transféré à Phoenix)                                                      | Golden Eagles de Marquette         |
| 41                                      | Adem Bona          | F/C      | Nigeria Turquie | 76ers de Philadelphie (de Chicago via Boston, San Antonio et La Nouvelle-Orléans)                                | Bruins de l'UCLA                   |
| 42                                      | KJ Simpson         | G        | États-Unis      | Hornets de Charlotte (de Houston via Oklahoma City)                                                              | Buffaloes du Colorado              |
| 43                                      | Nikola Đurišić     | G/F      | Serbie          | Heat de Miami (transféré à Atlanta)                                                                              | Mega Basket (Serbie)               |
| 44                                      | Pelle Larsson      | G/F      | Suède           | Rockets de Houston (de Golden State via Atlanta ; transféré à Atlanta puis à Miami)                              | Wildcats de l'Arizona              |
| 45                                      | Jamal Shead        | G        | États-Unis      | Kings de Sacramento (transféré à Toronto)                                                                        | Cougars de Houston                 |
| 46                                      | Cam Christie       | G        | États-Unis      | Clippers de Los Angeles (d'Indiana via Memphis et Milwaukee)                                                     | Golden Gophers du Minnesota        |
| 47                                      | Antonio Reeves     | G/F      | États-Unis      | Magic d'Orlando (transféré à la La Nouvelle-Orléans)                                                             | Wildcats du Kentucky               |
| 48                                      | Harrison Ingram    | F        | États-Unis      | Spurs de San Antonio (de L.A. Lakers via Memphis)                                                                | Tar Heels de la Caroline du Nord   |
| 76ers de Philadelphie                   |                    |          |                 | |                                    |
| 49                                      | Tristen Newton     | G        | États-Unis      | Pacers de l'Indiana (de Cleveland)                                                                               | Huskies du Connecticut             |
| 50                                      | Enrique Freeman    | F        | États-Unis      | Pacers de l'Indiana (de La Nouvelle-Orléans)                                                                     | Zips d'Akron                       |
| 51                                      | Melvin Ajinça      | F        | France          | Wizards de Washington (de Phoenix ; transféré à New York)                                                        | Saint-Quentin Basket-Ball (France) |
| 52                                      | Quinten Post       | F/C      | Pays-Bas        | Warriors de Golden State (de Milwaukee via Indiana ; transféré à Oklahoma City)                                  | Eagles de Boston College           |
| 53                                      | Cam Spencer        | G        | États-Unis      | Pistons de Détroit (de New York via Philadelphie et Charlotte ; transféré à Minnesota puis à Memphis)            | Huskies du Connecticut             |
| 54                                      | Anton Watson       | F        | États-Unis      | Celtics de Boston (de Dallas via Sacramento)                                                                     | Bulldogs de Gonzaga                |
| 55                                      | Bronny James       | G        | États-Unis      | Lakers de Los Angeles (de L.A. Clippers)                                                                         | Trojans de l'USC                   |
| 56                                      | Kevin McCullar Jr. | G        | États-Unis      | Nuggets de Denver (de Minnesota via Oklahoma City ; transféré à Portland puis à New York)                        | Jayhawks du Kansas                 |
| 57                                      | Ulrich Chomche     | F/C      | Cameroun        | Grizzlies de Memphis (de Oklahoma City via Houston et Atlanta ; transféré à Minnesota puis à Toronto)            | NBA Academy Africa                 |
| Suns de Phoenix (de Denver via Orlando) |                    |          |                 | |                                    |
| 58                                      | Ariel Hukporti     | C        | Allemagne Togo  | Mavericks de Dallas (de Boston via Charlotte)                                                                    | Riesen Ludwigsbourg (Allemagne)    |